# Município de Falls (condado de Hocking, Ohio)
Localização do Ohio nos E.U.A.
O município de Falls (em inglês: Falls Township) é um município localizado no condado de Hocking no estado estadounidense de Ohio. No ano de 2010 tinha uma população de 11731 habitantes e uma densidade populacional de 90,4 pessoas por km².

## Geografia
O município de Falls encontra-se localizado nas coordenadas 39° 32′ 23″ N, 82° 24′ 56″ O. Segundo a Departamento do Censo dos Estados Unidos, o município tem uma superfície total de 129.77 km², da qual 127.81 km² correspondem a terra firme e (1.51%) 1.96 km² é água.

## Demografia
Segundo o censo de 2010, tinha 11731 pessoas residindo no município de Falls. A densidade populacional era de 90,4 hab./km².